# Thermus aquaticus
Thermus aquaticus é uma espécie de bactéria que pode tolerar altas temperaturas, uma das várias bactérias termofílicas que pertencem ao grupo Deinococcus-Thermus. É a fonte da enzima resistente ao calor Taq DNA polimerase, uma das enzimas mais importantes em biologia molecular devido ao seu uso na técnica de amplificação de DNA por reação em cadeia da polimerase (PCR).

### Descoberta e primeiro isolamento
Quando os estudos de organismos biológicos em fontes termais começaram na década de 1960, os cientistas pensaram que a vida das bactérias termofílicas não poderia ser sustentada em temperaturas acima de cerca de 55 °C. Logo, porém, foi descoberto que muitas bactérias em diferentes fontes não apenas sobreviveram, mas também prosperaram em temperaturas mais altas. Em 1969, Thomas D. Brock e Hudson Freeze, da Universidade de Indiana, relataram uma nova espécie de bactéria termofílica que chamaram de Thermus aquaticus.
A bactéria foi isolada pela primeira vez da Mushroom Spring na Lower Geyser Basin do Parque Nacional de Yellowstone, que fica perto do grande Great Fountain Geyser e do White Dome Geyser, e desde então foi encontrada em habitats térmicos semelhantes ao redor do mundo.

### Morfologia
Thermus aquaticus é geralmente de forma cilíndrica com um diâmetro de 0,5 μm a 0,8 μm. A forma de haste mais curta tem um comprimento de 5 μm a 10 μm. O formato do filamento mais longo tem um comprimento que varia muito e, em alguns casos, excede 200 μm. T. aquaticus apresentou múltiplas morfologias possíveis em diferentes culturas. As bactérias em forma de bastonete têm tendência a se agregar.
As associações de vários indivíduos podem levar à formação de corpos esféricos de 10 μm a 20 μm de diâmetro, também chamados de corpos rotundos. Esses corpos não são compostos de envelope celular ou componentes de membrana externa como se pensava anteriormente, mas, em vez disso, são feitos de parede celular de peptidoglicano remodelada. Sua função exata na sobrevivência de T. aquaticus permanece desconhecida, mas foi teorizado que inclui comida temporária e armazenamento de nucleotídeos, ou eles podem desempenhar um papel na fixação e organização das colônias.

### Controvérsia
O uso comercial de enzimas de Thermus aquaticus gerou várias controvérsias. Como resultado do trabalho de Brock, amostras deste organismo foram depositadas na American Type Culture Collection, que é um repositório público. Outros cientistas, incluindo os da Cetus Corporation, tiveram acesso a ele. Como o potencial comercial da Taq polimerase começou a surgir na década de 1990, o National Park Service se referiu ao seu uso como "Great Taq Rip-off". Os pesquisadores que trabalham em parques nacionais americanos agora são obrigados a assinar uma carta de "participação nos lucros" que paga uma parte de quaisquer lucros futuros para o Serviço de Parques.